# Nil de Rossano
Pour les articles homonymes, voir Nil (homonymie).
Pour saint Nil l'Aîné, voir Nil du Sinaï.
Saint Nil de Rossano (aussi connu comme Nil le Jeune) (vers 910 - 26 décembre 1004) est un saint gréco-italien du Moyen Âge. Liturgiquement il est fêté le 26 septembre.

## Biographie
Issu d'une famille grecque de Rossano, dans le thème byzantin de Calabre, Nil fut marié (ou vécut maritalement) et eut une fille, mais la mort de sa femme et de sa fille alors que lui-même n'avait que 30 ans l'amena à se convertir. Il se fit alors moine et répandit la Règle de saint Basile en Italie après avoir quitté la Calabre en 981 pour échapper aux persécutions des Sarrasins,.
Il était connu pour sa pratique ascétique, ses vertus, et son enseignement théologique. Il vécut longtemps comme un ermite, puis partagea le reste de sa vie entre divers monastères. Il s'installa près de Monte Cassino en 998, puis au monastère d'Alexis à Rome.
Lorsque Grégoire V (996-999) fut chassé de Rome, Nil s'opposa à l'usurpateur et antipape Philagathos de Plaisance, mais lorsque par la suite Philagathos, capturé, fut torturé et mutilé, il eut le courage d'en faire le reproche au pape Grégoire et à l'empereur Otton III.
Il fit recopier des textes grecs traitant de principes ascétiques et mystiques dont trois se trouvent à la bibliothèque du Mont Cassin et un quatrième à Grottaferrata. Fuyant les invasions sarrasines, il quitta la Calabre avec soixante moines et partagea la fin de sa vie entre le monastère Sainte-Agathe de Tusculum et l'ermitage du village de Valleluce de la commune de Sant'Elia Fiumerapido non loin de l'abbaye du Mont-Cassin, où il avait été accueilli par l'abbé Aligern.
Quelques mois avant sa mort, le grand œuvre de Nil est la fondation du fameux monastère grec de Grottaferrata, près de Frascati sur des terres confiées par le comte Grégoire de Tusculum ; il en est considéré comme le premier abbé. Cette abbaye, où il est enterré, existe toujours et pratique le rite byzantin
Il mourut au monastère Sainte-Agathe le 26 septembre 1004 et c'est son disciple bien-aimé, Barthélemy le Jeune (it), qui lui succéda comme abbé au monastère de Grottaferrata après l'avoir aidé à le fonder.
Sa fête liturgique est le 26 septembre, aussi bien pour le calendrier liturgique byzantin que pour le Calendrier liturgique romain.
Il est le patron des communes de Rossano et Grottaferrata, et le co-patron de l'archidiocèse de Rossano-Cariati.

## Sources
- (en) Cet article est partiellement ou en totalité issu de l’article de Wikipédia en anglais intitulé « Nilus the Younger » (voir la liste des auteurs).